# برانستین (دژ)
برانستین (انگلیسی: Brunstane Castle) قلعه‌ای است در جنوب غربی پنیکوک واقع در اسکاتلند و متعلق به سده ۱۶ میلادی.